# آوتیس بارسقیان
آوتیس بارسقیان (ارمنی: Ավետիս Բարսեղյան؛ زاده ۱۹ ژوئیهٔ ۱۹۴۹) یک طراح صحنه اهل ارمنستان است.

## زندگی‌نامه
وی در ۱۹ ژوئیه ۱۹۴۹ در ایروان به دنیا آمد و از انستیتو دولتی هنری و نمایشی ایروان (۱۹۷۵) فارغ‌التحصیل گشت. وی همچمنین برنده جوایزی همچون نقاش شایسته جمهوری ارمنستان (۲۰۱۱) و مدال طلای وزارت فرهنگ جمهوری ارمنستان (۲۰۱۷) شده‌است.